# Selección juvenil de rugby de Hong Kong
La selección juvenil de rugby de Hong Kong también conocida como Dragones como la selección mayor es el equipo nacional de rugby regulada por la Hong Kong Rugby Union (HKRU).

## Reseña histórica
La selección juvenil de Hong Kong debutó en un mundial en el 2003, cuando disputó la división B del extinto Campeonato M19 celebrado en Francia, en ese entonces aún se organizaba para menores de 19 años.
En el 2014 participa por primera vez del Trofeo Mundial Juvenil que debió organizarlo y finalizó en la última posición sin ganar ningún partido. Igual suerte tuvo en Portugal 2015. Debió esperar a su tercer torneo para ganar un partido, cuando venció a la selección local en la lucha por el 7º puesto.
A nivel continental, ha ganado el campeonato juvenil que organiza anualmente Asia Rugby en reiteradas oportunidades.

## Palmarés
- Asia Rugby U19 (8): 2014, 2015, 2016,[2] 2017, 2018, 2019, 2022, 2023

## Participación en copas
| - Francia 2003: 15º puesto - Hong Kong 2014: 8º puesto (último) - Portugal 2015: 8º puesto (último) - Zimbabue 2016: 7º puesto - Uruguay 2017: 8º puesto (último) - Rumania 2018: 6º puesto - Brasil 2019: 8º puesto (último) - España 2020: Cancelado - Kenia 2023: 8º puesto (último) - Escocia 2024: 7º puesto - Asian U20 1 2007: 2º puesto | - Asia Rugby U19 2010: 2º puesto - Asia Rugby U19 2011: 2º puesto - Asia Rugby U19 2012: 3º puesto - Asia Rugby U19 2013: 2º puesto - Asia Rugby U19 2014: Campeón invicto - Asia Rugby U19 2015: Campeón invicto - Asia Rugby U19 2016: Campeón invicto - Asia Rugby U19 2017: Campeón invicto - Asia Rugby U19 2018: Campeón - Asia Rugby U19 2019: Campeón - Asia Rugby U19 2020: cancelado - Asia Rugby U19 2022: Campeón invicto - Asia Rugby U19 2023: Campeón invicto |